# 奈良节雄
奈良节雄（日语：／ Nara Setsuo，1936年12月16日—2000年1月27日），日本前男子篮球运动员。他曾代表日本参加1956年夏季奥运会、1960年夏季奥运会和1964年夏季奥运会男子篮球比赛。